# أبو العرقان
أبو العرقان هي قرية فلسطينية تقع في منطقة دورا، والتي تقع بالجنوب الغربي من مدينة الخليل، وتبعد عنها 13 كم. يحدها من الشمال قرية كرمة، ومن الشرق بلدة السموع، ومن الغرب قرية رابود وبلدة دورا، ومن الجنوب بلدة الظاهرية.
تقع القرية فوق 664 مترًا فوق سطح البحر، ويبلغ المعدل السنوي للأمطار فيها حوالي 306 ملم. أما معدل درجات الحرارة فيصل إلى 18 درجة مئوية، ومعدل الرطوبة النسبية يبلغ حوالي 61%(وحدة المعلومات الجغرافية- أريج).
يقوم بإدارة قرية أبو العرقان لجنة مشاريع، تأسست عام 1996 مكونة من 3 أعضاء. وتقوم لجنة المشاريع بتقديم خدمات للقرية تتمثل في توفير الكهرباء، ومتابعة المشاريع مع الممولين.
يعود تاريخ قرية أبو العرقان إلى زمن الكنعانيين والرومان. والاسم الأصلي للقرية كان «عرقان أبو حسن»، وبعض الروايات تذكر أن اسم القرية مشتق من عش الصقر لوجود الصقور في المنطقة بكثرة، وذلك بسبب وجود الكهوف فيها. ويعود أصل سكان أبو العرقان إلى قبيلة شمر في المملكة العربية السعودية.
يوجد في قرية أبو العرقان مسجد واحد، وهو مسجد المهاجرين. أما بالنسبة للاماكن الأثرية في القرية، فيوجد عش الصقر كمكان أثري، والعديد من الكهوف القديمة في القرية.